# Wilseder Bach
Der Wilseder Bach, mit älterem Namen Schwarze Beeke, ist ein 3,4 km langer, rechter Nebenbach des Radenbachs in der Lüneburger Heide.

## Verlauf
Der Wilseder Bach entspringt in der Nordheide in Wilsede östlich des Wilseder Berges, welcher Teil der Hohen Heide und damit der Kammwasserscheide zwischen Elbe und Weser ist. Von dort fließt der Bach nach Nordosten bis an die Grenze zur Gemeinde Undeloh, verläuft dann in ostnordöstliche Richtung, nimmt von rechts einen Bach auf und mündet schließlich von rechts und Südwesten in den Radenbach.
Das Dorf Wilsede wurde an der Quelle des Baches gegründet; der Bach führt jedoch weniger Wasser als früher und beginnt heute etwas unterhalb des Dorfes.

## Befahrungsregeln
Wegen intensiver Nutzung der Seeve durch Freizeitsport und Kanuverleiher erließ der Landkreis Harburg 2002 eine Verordnung unter anderem für die Seeve, ihre Nebengewässer und der zugehörigen Uferbereiche, die den Lebensraum von Pflanzen und Tieren schützen soll. Seitdem ist das Befahren und Betreten des Wilseder Baches ganzjährig verboten.

## Zustand
Der Wilseder Bach ist durchgehend mäßig belastet (Güteklasse II).